# Valea Sării, Vrancea
Valea Sării este satul de reședință al comunei cu același nume din județul Vrancea, Moldova, România. Se află în partea de nord a județului, în Subcarpații de Curbură, pe malul stâng al Putnei. La recensământul din 2002 avea o populație de 529 locuitori.